# Alan Ferber
Alan Ferber (* 18. Januar 1975 in Oakland, Kalifornien) ist ein US-amerikanischer Jazz-Posaunist, Komponist und Bandleader.

## Leben und Wirken
Ferber kam von Kindheit an mit dem Jazz in Berührung; seine Großmutter war eine Broadway-Schauspielerin, die auch Jazzstandards sang. Wie sein Bruder, der Schlagzeuger Mark Ferber, spielte er zunächst Klavier, in seiner Zeit auf der Highschool wechselte er zur Posaune. Frühe Anregungen stellten die Blue Note Hardbopalben von J. J. Johnson, John Coltrane und Art Blakey dar. Die Brüder studierten beide in New York; 1997 graduierte Alan Ferber und war seit Ende der 1990er Jahre in New York als Sessionmusiker tätig, unter andern bei Künstlern wie Paul Anka, Nancy Sinatra, Dr. Dre, They Might Be Giants, Diana Krall und verschiedenen Broadway-Shows, im Bereich des Jazz mit Kenny Wheeler (Sweet Ruby Suite), im Lee Konitz Nonett, bei Don Byron, Bennie Wallace, John Hollenbeck, im Anthomy Wilson Trio und für ein Jahr in der Band von Charlie Hunter, der für ihn Anfang der 2000er Jahre zu einem wichtigen Mentor wurde. 2014 wirkte er bei The Distance von Michael Formanek & Ensemble Kolossus, 2018 bei Mike Holobers Grammy-nominierter Produktion Hiding Out mit. Zu hören ist er auch auf Jihye Lees Album Infinite Connections (2024) und auf Miguel Zenóns Golden City (2024). 
2005 entstand für Fresh Sound (New Talent) sein erstes Album Scenes from an Exit Row. Bei dem 2009 entstandenen Werk Music for Nonet and Strings: Chamber Songs kombinierte er sein Jazz-Nonett (unter anderen mit Jon Gordon und Scott Wendholt) mit einem Streicher-Ensemble.
Als Musikpädagoge war Ferber Professor in residence beim Gremio das Musicas Jazz Workshop in Portugal tätig, ferner bei der Bar Harbor Brass Week, dem Maine Jazz Camp und dem Guimarais Jazz Festival. Zudem ist er Gründungsmitglied der Musiker-Kooperative Brooklyn Jazz Underground.

## Diskographische Hinweise
- Scenes from an Exit Row (Fresh Sounds New Talent, 2005)
- The Compass (Fresh Sound, 2007)
- David Binney/Alan Ferber: In the Paint (Posi-Tone, 2009)
- Music for Nonet and Strings: Chamber Songs (Sunnyside, 2009)
- Up High, Down Low (2023)

## Lexikalischer Eintrag
- Richard Cook, Brian Morton: The Penguin Guide to Jazz Recordings. 8. Auflage. Penguin, London 2006, ISBN 0-14-102327-9.